# 聖胡安德卡皮斯特拉諾市
10°07′56″N 65°25′16″W / 10.13222°N 65.42111°W

聖胡安德卡皮斯特拉諾市（西班牙語：Municipio San Juan de Capistrano），是委內瑞拉的一個市，位於該國東北部安索阿特吉州，首府設於博卡德烏奇雷，面積123平方公里，2007年人口8,975，人口密度為每平方公里73人。